# Zeuxia mongolica
Zeuxia mongolica är en tvåvingeart som beskrevs av Richter 1974. Zeuxia mongolica ingår i släktet Zeuxia och familjen parasitflugor. Inga underarter finns listade i Catalogue of Life.